# Анежская улица
Анежская улица (чеш. Anežská ulice) — небольшая улица в центре Праги, столицы Чехии.

## География
Находится в Старом городе. Начинается от Гаштальской площади, идёт на север, поворачивает и проходит до улицы Милосердных.
Общая протяжённость улицы составляет более 100 м.

## Строения и учреждения
Здания улицы и учреждения, располагающиеся в них:
- Дом 2 — ресторан U Červeného kola[2].
- Дом 3 — винный бар U svaté Anežky[3].

- Дом 4 известен как «Самый маленький дом в Праге»[4].
- Дом 8 — Дом у Чёрной розы.
- Дома 10, 12, 14, 16 являются зданиями бывшего Анежского монастыря, где с 1963 году размещается один из отделов Пражской национальной галереи[5].
- Дом 16 — Дом в маленьком доме.